# Kwethluk (rivière)
La rivière Kwethluk est un cours d'eau d'Alaska, aux États-Unis situé dans la région de recensement de Bethel. C'est un affluent du fleuve Kuskokwim.

## Description
Longue de 85 milles (137 km), elle coule en direction du nord-ouest et se jette dans le fleuve Kuskokwim  à 10 milles (16 km) à l'est de Bethel dans le delta du Yukon-Kuskokwim.
Son nom local, donné par les Esquimaux, était Kwiklimut ce qui signifie la rivière du peuple Kwikli. Il a été référencé en 1898 par l'Institut d'études géologiques des États-Unis.